# Kościół Wniebowzięcia Najświętszej Maryi Panny w Nowym Wiśniczu
Kościół Wniebowzięcia Najświętszej Maryi Panny – zabytkowy, rzymskokatolicki kościół parafialny znajdujący się w Nowym Wiśniczu w powiecie bocheńskim województwa małopolskiego.

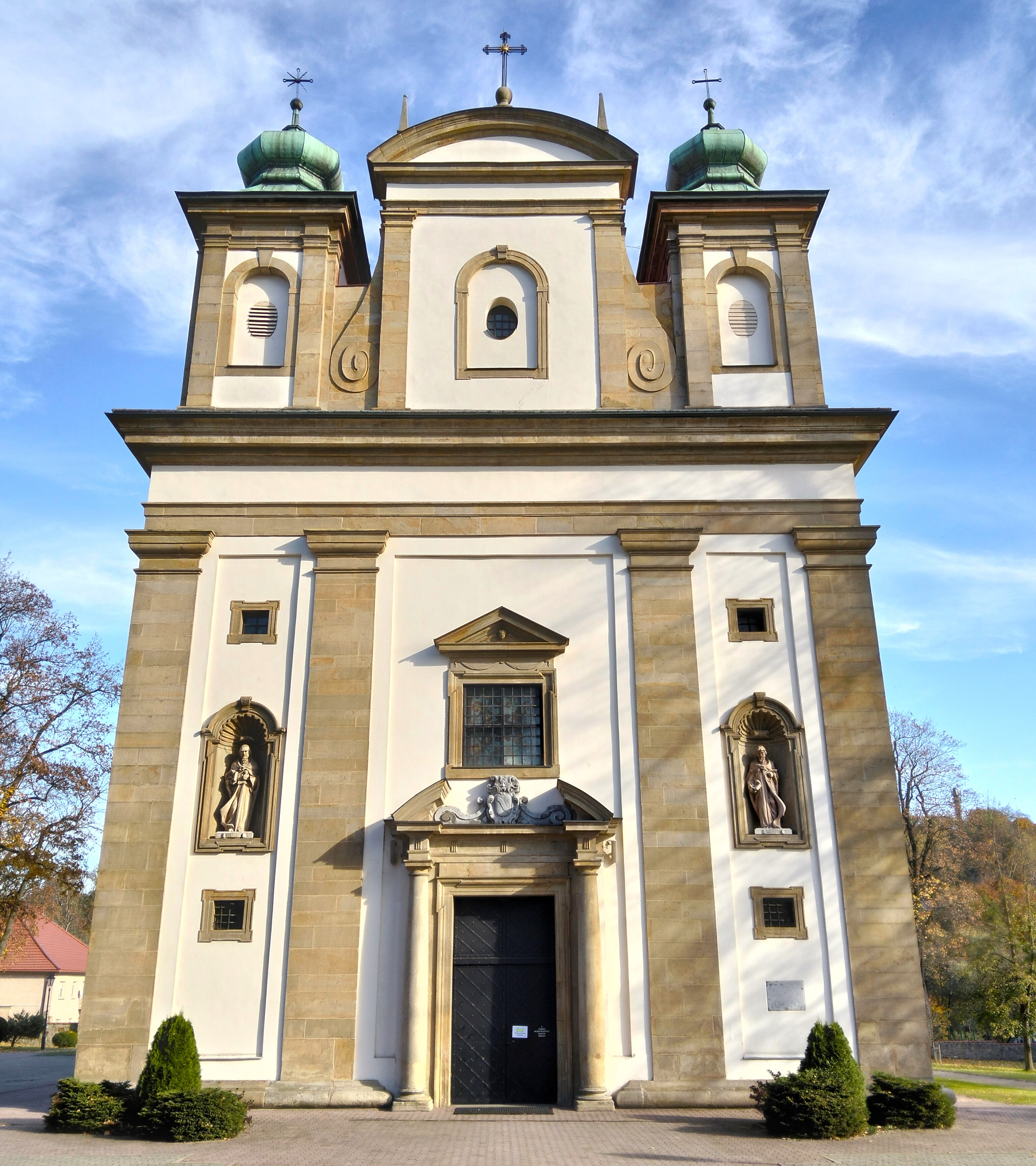
Elewacja frontowa

W skład zespołu zabytkowych obiektów wchodzą: kościół, plebania, cmentarz kościelny, dzwonnica oraz ogrodzenie z dwiema bramkami.

## Historia
Świątynia wybudowana w latach 1618–1621 przez Stanisława Lubomirskiego, założyciela miasta i z jego fundacji, według projektu Macieja Trapoli. Kościół konsekrował w 1647 roku biskup Wojciech Lipnicki. W 1863 roku spłonął dach, który w 1867 odnowiono .

## Architektura
Kościół murowany z kamienia, oszkarpowany, orientowany wczesnobarokowy.
Prezbiterium w formie półkolistej apsydy otoczone półkolistym obejściem, w którym znajduje się zakrystia i skarbiec. Korpus nakryty kolebkowym, tunelowym sklepieniem. Od strony północnej w połowie XVIII wieku dobudowano przybudówkę. Plac kościelny wraz z plebanią otoczony jest murem z dwiema kruchtami i kamienną dzwonnicą z trzema dzwonami .

## Wystrój i wyposażenie
Wyposażenie wnętrza jest jednolite barokowe, pochodzi głównie z II poł. XVII wieku.
- polichromia wnętrza wykonana przez A. Marczyńskiego w 1962 roku;
- ołtarz główny barokowy z II poł. XVII wieku;
- tabernakulum drewniane, złocone o formie świątyni, z około 1620 roku;
- cztery ołtarze boczne z II poł. XVII wieku;
- ambona, prospekt organowy, konfesjonały i ławy jednolite z II poł. XVII wieku;
- stalle z 1671 roku;
- chrzcielnica mosiężna z pokrywą drewnianą z XVII wieku (zobacz);
- krzyż w tęczy podtrzymywany przez putta;
- sedilia w prezbiterium z 3 ćwierćwiecza XVII wieku;
- marmurowe i brązowe epitafia;
- obrazy: Ścięcie św. Jana Chrzciciela, św. Józef, św. Sebastian z XVII wieku;
- Pietà w bocznej kaplicy Miłosierdzia Bożego;
- obraz autorstwa Stanisława Klimowskiego z 1925 roku[4] [2] [3].

## Plebania
Budynek fundacji Lubomirskich, wybudowany jednocześnie z kościołem, wczesnobarokowy, murowany, piętrowy z kwadratową wieżą z boku. Na plebanii znajduje się obraz Jana Matejki Wskrzeszenie Łazarza.